# Pogrom w Lizbonie
Pogrom w Lizbonie – masowe mordy i grabieże na tle antysemickim, których dokonano w stolicy Portugalii, Lizbonie, pomiędzy 19 a 22 kwietnia 1506 roku. Ofiarą pogromu padło od tysiąca do czterech tysięcy tzw. nowych chrześcijan, czyli portugalskich Żydów przymusowo nawróconych na katolicyzm.

## Geneza
W średniowieczu Żydzi zamieszkujący Królestwo Portugalii cieszyli się tolerancją i licznymi przywilejami. Ich położenie uległo jednak diametralnej zmianie pod koniec XV wieku. Pod wpływem nacisków ze strony władców sąsiedniej Hiszpanii, król Manuel I Szczęśliwy wydał w 1496 roku edykt nakazujący wszystkim Żydom, aby do października 1497 roku opuścili terytorium królestwa. W rzeczywistości władca nie miał zamiaru egzekwować tego zarządzenia, gdyż obawiał się, że wypędzenie Żydów pozbawi Portugalię elity finansowej i intelektualnej. Chcąc jednak wyjść naprzeciw hiszpańskim żądaniom, zarządził przymusową konwersję wszystkich Żydów na wiarę katolicką. Objęła ona najpierw dzieci poniżej 14. roku życia, a następnie resztę ludności żydowskiej (1497). Konwertytów zwano odtąd „nowymi chrześcijanami” (port. cristãos novos).
W myśl królewskiego edyktu z 30 maja 1497 roku konwertyci mieli cieszyć się pełnią praw obywatelskich, a ich przywiązanie do wiary chrześcijańskiej nie mogło być podawane w wątpliwość. W praktyce proces asymilacji postępował jednak bardzo powoli. Większość „nowych chrześcijan” skrycie praktykowała judaizm. Z kolei nawet ci Żydzi, którzy całkowicie zerwali z wiarą i tradycjami przodków, byli traktowani nieufnie przez „starych chrześcijan”.

## Przebieg pogromu

Epistola de victoria contra infideles habita, 1507

W 1506 roku Lizbona wraz z resztą królestwa została dotknięta zarazą. Król Manuel wraz z rodziną i całym dworem przeniósł się wówczas do odległego o 120 kilometrów Abrantes. Stolicę opuścił także jej gubernator, który schronił się w odległym o 50 kilometrów miasteczku Torres Vedras. Powstała w ten sposób „próżnia władzy”, co miało znaczący wpływ na przebieg późniejszych wydarzeń. Przerażeni mieszkańcy Lizbony szukali tymczasem duchowej pociechy w kościołach. 
Jedną z takich świątyń był kościół de São Domingos, do którego przylegał klasztor oo. dominikanów. W Niedzielę Wielkanocną 19 kwietnia 1506 roku przy jednym z jego ołtarzy wierni ujrzeli światło o rzekomo nieziemskim pochodzeniu. W krótkim czasie zgromadziły się tam setki osób. Portugalski kronikarz Gaspar Correia podaje, że podniecenie tłumu wzrosło jeszcze bardziej, gdy pewien Niemiec przyprowadził do kościoła swoją córkę, po czym jej zdeformowana od urodzenia dłoń została jakoby cudownie uzdrowiona. W pewnym momencie jeden z obecnych w świątyni „nowych chrześcijan” zakwestionował nieziemskie pochodzenie tajemniczego światła (miał to rzekomo uczynić w sposób szyderczy). W odpowiedzi wspomniany Niemiec zadał mu śmiertelny cios sztyletem. Pewien mężczyzna próbował wystąpić w obronie ofiary, został jednak natychmiast zlinczowany. Następnie sfanatyzowany tłum wymordował wszystkich przebywających w kościele konwertytów.
Zamieszki przeniosły się wkrótce na sąsiadujący z kościołem plac i pobliskie ulice. Tłum, który wylał się z gmachu de São Domingos, polował na „nowych chrześcijan” i mordował ich na miejscu. Jedynym przedstawicielem władzy, który pojawił się na placu, był miejski sędzia do spraw cywilnych nazwiskiem Pero de Lisboa. Usiłował on samotnie rozpędzić zbiegowisko, został jednak zaatakowany przez tłum i z trudem ocalił życie. Jego ucieczka jeszcze bardziej ośmieliła napastników. Do tłumu z kościoła de São Domingos dołączyli cudzoziemscy marynarze ze statków zakotwiczonych u ujścia Tagu, w większości Niemcy oraz mieszkańcy krajów Europy Północnej, a także miejscowy plebs zwabiony możliwością bezkarnego rabunku. Wkrótce pogrom ogarnął całe miasto. Uczestnicy zamieszek wdzierali się do domów „nowych chrześcijan”, okrutnie mordowali mieszkańców bez względu na wiek i płeć, a następnie grabili ich dobytek. W wielu wypadkach napady miały czysto rabunkowy charakter, a obok konwertytów ich ofiarą padali „starzy chrześcijanie”. 
Wieczorem 20 kwietnia zamieszki zaczęły stopniowo wygasać. Wówczas jednak z klasztoru przy kościele de São Domingos wyszedł dominikanin, który dzierżył w dłoni wysoko uniesiony krzyż. Przy pomocy dwóch innych zakonników zorganizował religijną procesję i w ten sposób gwałtownie podsycił nastroje pogromowe. Istnieją przesłanki wskazujące, że od tego momentu masakra miała już zorganizowany charakter, a jej ofiary były wybierane z większą niż dotychczas starannością. Zamordowany został m.in. prominentny „nowy chrześcijanin” nazwiskiem Mascarenhas, który piastował stanowisko poborcy podatków.
Nie jest znana dokładna liczba ofiar pogromu. Szacunki podawane przez autorów żydowskich i chrześcijańskich wahają się od tysiąca do ponad czterech tysięcy mężczyzn, kobiet i dzieci.

## Epilog

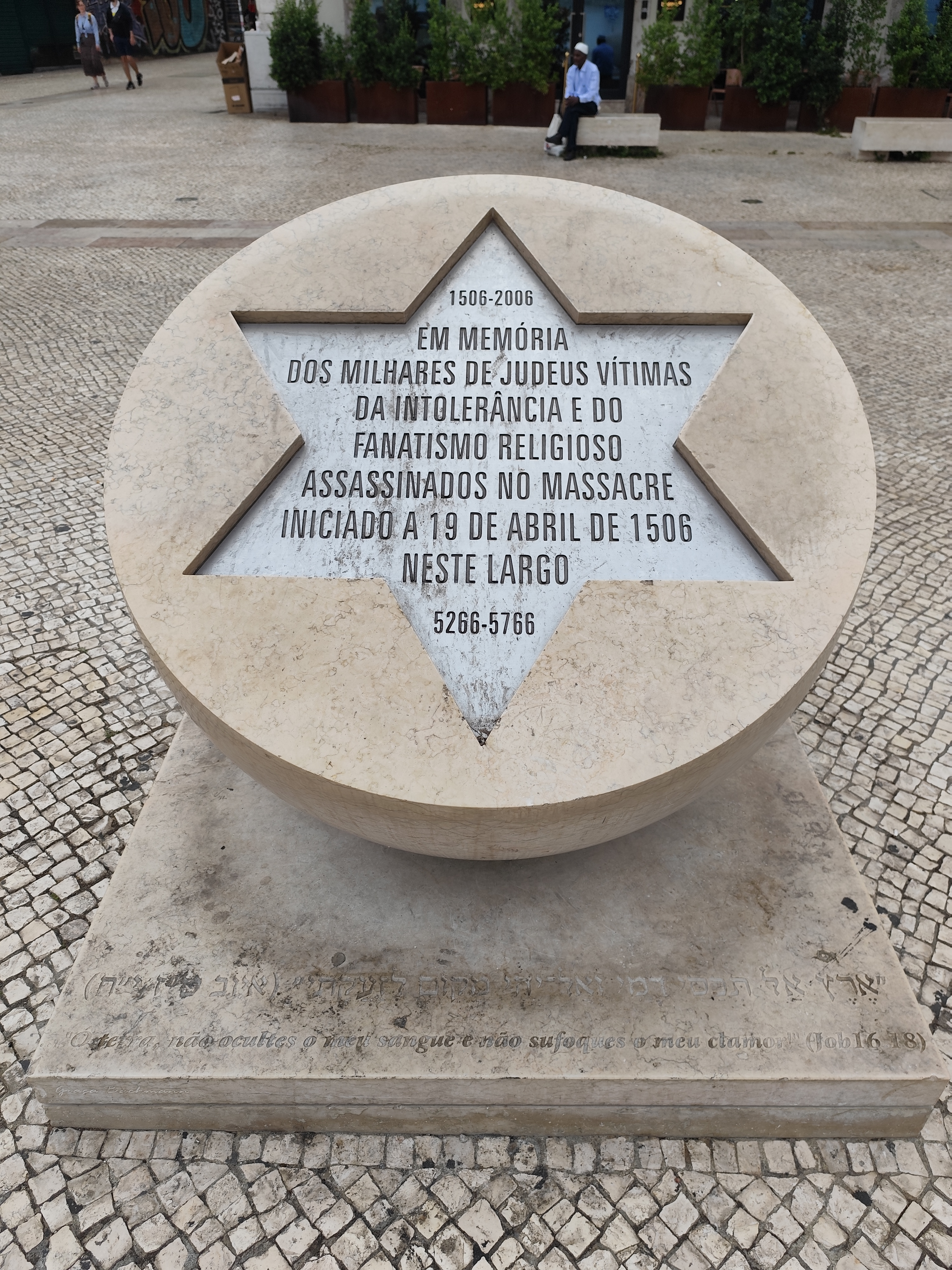
Pomnik przed kościołem de São Domingos upamiętniający ofiary pogromu

Pogrom zakończył się ostatecznie w czwartek 23 kwietnia. Tego dnia z lizbońskiej katedry wyszła procesja biczowników, której uczestnicy nawoływali ludność do spokoju i zaprzestania przemocy. Zareagowała również korona. Król Manuel polecił gubernatorowi Lizbony powrócić do miasta i surowo ukarać sprawców zamieszek. Wkrótce w trybie doraźnym powieszono setki prawdziwych i domniemanych uczestników pogromu. Rzekomo dopiero pod wpływem próśb szlachcianki Izabeli de Mendanha monarcha wstrzymał masowe egzekucje, nakazując, aby winni mordów i rabunków byli odtąd karani dopiero po przeprowadzeniu śledztwa i procesu sądowego. Według Gaspara Correiy stracono łącznie około 500 osób. Na stosie spalono m.in. dwóch dominikanów, którzy podżegali do pogromu. Generalnie ukarani zostali jednak przede wszystkim sprawcy pochodzący z Lizbony, gdyż większość zagranicznych marynarzy zdołała zawczasu odpłynąć, zabierając ze sobą zrabowane łupy.
Królewskie represje trwały jeszcze przez wiele miesięcy. Lizbonę ukarano odebraniem licznych przywilejów miejskich; odzyskała je dopiero w sierpniu 1508 roku.
Pogrom z kwietnia 1506 roku był wstrząsem dla „nowych chrześcijan”. Wkrótce setki z nich uciekły z kraju. W marcu 1507 roku król Manuel był zmuszony zalegalizować zakazaną dotąd emigrację konwertytów. W 1536 roku w Portugalii oficjalnie wprowadzono Inkwizycję. Rozpoczęte wówczas prześladowania spowodowały masowy eksodus „nowych chrześcijan”.